# Котик и петушок (мультфильм)
«Котик и петушок» (укр. Котик та півник) — советский мультипликационный фильм режиссёра Аллы Грачёвой по мотивам одноимённой сказки.
Мультфильм снят на студии «Укранимафильм» (бывшая студия «Киевнаучфильм») на русском языке в январе 1991 года.

## Сюжет
Котик и петушок весело жили в своём доме: котик играл на скрипке, а петушок, танцуя, распевал украинские песенки. Из-за плетня за ними наблюдала рыжая лиса. Однажды котик ушёл в лес за дровами, поручив петушку убраться в доме, приготовить еды и сидеть в нём, никому не открывая. Хитростью лиса выманила петушка и понесла в лес, но кот встретился с ней и забрал петушка. Со второй попытки лиса выманила петушка и успела унести его в свой дом, где её ждали четыре лисёнка.
Решив его сварить, лиса пошла за водой. В её отсутствие котик, играя на скрипке и напевая украинскую песню возле лисьего дома, выманил лисят и побросал их в мешок на дереве. Затем зашел в дом, забрал петушка, и они вместе вернулись к себе домой. На вопрос петушка — почему его хотели съесть, котик объяснил, что детки лисы были голодные.
Ночью петушок и котик легли спать. Доброму котику не спалось, он собрал в мешок еду, пришел к дому лисы и оставил её семье мешок с едой, сказав в заключение: Вот так-то лучше будет!

## Съёмочная группа
В состав съёмочной группы этого мультипликационного фильма вошли:
- Автор сценария и кинорежиссёр: Алла Грачёва
- Художник постановщик: Николай Чурилов
- Композитор: Юрий Шевченко
- Кинооператор: Анатолий Гаврилов
- Звукооператор: Игорь Погон
- Художники-аниматоры: Алла Грачёва, Ирина Бородаева
- Роли озвучивали: Людмила Козуб, Н. Белоусова, Людмила Логийко, Владимир Коршун
- Ассистенты: Н. Крюкова, Игорь Котков, Ирина Бородаева, В. Грабарь, Н. Северина
- Монтаж: Лидий Мокроусовой
- Редактор: Светлана Куценко
- Директор съёмочной группы: Иван Мазепа